# Радко Янев
Радко Кръстев Янев (на македонска литературна норма: Ратко Крстев Јанев) е югославски и сръбски учен и дипломат, академик на Северна Македония.

## Биография
Радко Янев е роден на 30 март 1939 година в Свети Врач, България. По време на процеса на македонизация в Пиринска Македония заминава да учи в Югославия. Завършва гимназия в Скопие (1957) и Електротехническия факултет в Белградския университет (1963). Защитава докторат в Природно-математическия факултет на същия университет (1968).
Работи в ядрения институт „Борис Кидрич“ във Винча (1965-1972) и в Института по физика в Белград (1972-1987). Преподава също така атомна физика в университетите в Белград и Скопие. Той е автор на над 600 публикации в областта на физиката. Носител е на редица международни награди.
От януари 1988 до 1 януари 2000 е дипломат в Международната агенция за атомна енергия, където представлява последователно Югославия (СФРЮ) и Сърбия (СРЮ).
От 1988 година е дописен член (член-кореспондент), а от 2000 година - редовен член (академик) на Македонската академия на науките и изкуствата.
Почива на 31 декември 2019 г. в Белград.

## Публикации
- Atomic_and_plasma_material_interaction
- Collision Processes of Hydrocarbon Species in Hydrogen Plasmas
- Physics_of_highly_charged_ions
- Atomic_and_molecular_processes_in_fusion